# Депо
Депото (на френски: depot – склад, хранилище; от латински: deponere – полагам, оставям) е място за съхраняване и обслужване на предмети и материали с определено предназначение, както и за управление на дейността.
На български терминът „депо“ се използва най-често за превозни средства от обществения и товарния транспорт, както нерелсови (автобуси, тролейбуси), така и релсови – трамваи, локомотиви, вагони и др. В депата обикновено се извършва техническо обслужване, понякога и лек ремонт на машините. Могат да служат и като място за планиране, координиране и контролиране на ежедневната работа. Така се наричат и транспортните предприятия за тази дейност.